# Corchorus confusus
Corchorus confusus är en malvaväxtart som beskrevs av Hiram Wild. Corchorus confusus ingår i släktet Corchorus och familjen malvaväxter. Inga underarter finns listade i Catalogue of Life.